# Lenguas algonquinas centrales
Las lenguas algonquinas centrales son una agrupación geográfica de las lenguas algonquinas que no constituyen un grupo filogenético definido dentro de la familia algonquina, algunos rasgos comunes son solo rasgos de área lingüística. Dentro de la familia algonquina solo el algonquino oriental parece ser un grupo bien definido.
Dentro de las lenguas algonquinas centrales, las únicas lenguas que parecen tener un parentesco filogenético específico son el potawatomi y el ojibwe, que frecuentemente se agrupan dentro de una rama ojibwe-potawatomi, aunque se ha aportado alguna evidencia para sostener un grupo algonquino central, llamado por algunos autores "algoquino de los grandes lagos oriental" o "algonquino central nuclear" (Goddard, 1994), formado por el ojibwe-potawatomi, el miami-illinois, el fox-sauk-kickapoo y el shawnee (y excluuendo el cree-montagnais y el menominee). Este supuesto grupo filogenético ha sido sugerido sobre la base de ciertas innovaciones léxicas y fonológicas, aunque la hipótesis de que forman un grupo filogenético bien definido no ha sido convenientemente demostrada, por lo que se considera una mera propuesta de trabajo.

## Clasificación
Las lenguas listadas a continuación incluyen dialectos y subdialectos. Esta clasificación se basa en Goddard (1996) y Mithun (1999):
1. Cree-Montagnais (also known as Kirištino˙ or Cree-Montagnais-Naskapi)
i. Cree
- Cree de los llanos (Plains Cree)
- Cree de los bosques (Woods Cree)
- Cree de los pantanos (Swampy Cree) occidental
- Cree de los pantanos (Swampy Cree) oriental y Moose Cree
- Atikamekw (también llamado Attikamek, Attikamekw, Atikamek o Tête de Boule)

ii. Montagnais-Naskapi
- Cree oriental (también llamado James Bay Cree o Cree oriental)
  - Cree oriental septentrional
  - Cree oriental meridional

- Naskapi
- Montagnais (también llamado Innu-aimun o Innu)

2. Menominee (también llamado menómini)

I. Algonquino oriental de los Grandes Lagos (también llamado central-nuclear u ojibwe-potawatomi)
a. Ojibwe–Potawatomi (también llamado Ojibwe–Potawatomi–Ottawa, Anishinaabemowin, o idioma anishinaabe)
3. Ojibwe (también llamado Ojibwa, Ojibway, Ojibwe-Ottawa, Ojibwemowin o idioma anishinaabe)
i. Septentrional
- Algonquin
- Oji-Cree (también llamado Severn Ojibwe, Anishininiimowin o idioma anishinini)

ii. Meridional
- Saulteaux (también llamado Nakawēmowin, Plains Ojibwe o Ojibwe occidental)
- Eastern Ojibwe (también llamado Mississauga Ojibwa o Jibwemwin)
- Southwestern Ojibwe (también llamado Chippewa, Ojibwe, Ojibwa, Ojibwemowin o Ojibway)
- Ottawa (also known as Odawa or Daawaamwin)
- Northern Ojibwe (also known as Northwestern Ojibwe)
- Nipissing Algonquin (also known simply as Algonquin)

4. Potawatomi
5. Fox (también llamado Fox-Sauk-Kickapoo o Mesquakie-Sauk-Kickapú)
- Fox (también llamado Meskwaki, Mesquakie, o Meshkwahkihaki)
- Sauk (también llamado sac y fox)
- Kikapú (Kickapoo)
- Mascouten (no atestado directamente)

6. Shawnee (Ša˙wano˙ki)
7. Miami-Illinois
- Miami
- Illinois
- Peoria
- Wea

## Comparación léxica
Los numerales en diferentes lenguas algonquinas centrales son:
| GLOSA | Ojibwe-potawatomi | Ojibwe-potawatomi | PROTO- MIAMI- ILLINOIS | PROTO- FOX-SAUK- KIKAPÚ | Shawnee     | cree-montagnais-naskapi | cree-montagnais-naskapi | cree-montagnais-naskapi | cree-montagnais-naskapi | menominee    |
| GLOSA | Ojibwe NW.        | Potawatomi        | PROTO- MIAMI- ILLINOIS | PROTO- FOX-SAUK- KIKAPÚ | Shawnee     | Plains Cree             | Woods Cree              | Monta_ gnais            | Naskapi                 | menominee    |
| ----- | ----------------- | ----------------- | ---------------------- | ----------------------- | ----------- | ----------------------- | ----------------------- | ----------------------- | ----------------------- | ------------ |
| '1'   | pēšɪk             | ŋ̩ɡʊt              | *ni-koti               | *nekoti                 | nekoti      | pēyʌ́k                   | piyʌ́k                   | peykw                   | pekʷ                    | nɪkʊt        |
| '2'   | nīšɪn             | niš               | *nīšwi                 | *nīšwi                  | nišwí       | nīsʊ                    | níːsʊ                   | niš                     | nišʷ                    | nīs          |
| '3'   | nɪhsɪn            | n̩swʌ              | *nihswi                | *neθwi                  | nθwi        | nɪstʊ́                   | nɪ́stʊ                   | nɪšt                    | nɪštʷ                   | næʔniw       |
| '4'   | nīwɪn             | nyɛʊ              | *nīwi                  | *nyēwi                  | nyewí       | nēwʊ́                    | nīyʊ́                    | nɛw                     | naw                     | nīw          |
| '5'   | nānʌn             | nyɑnɪn            | *nyālanwi              | *nyānanwi               | nyālanwi    | níyānʌ̀n                 | níyānʌ̀n                 | pətɛtət                 | pɪta'tač                | niʌnʌn       |
| '6'   | ɪnkotwāhso        | ŋ̩ɡʊdwɑso          | *kākāthswi             | *ne-kotwāšika           | nekotwaʔθwi | nɪkʊ́twāsɪ̀k              | nɪkʊ́twāsɪ̀k              | kʊtwɔs                  | ašoˈtāč                 | nɪkūtuʌsɪtah |
| '7'   | nīšwāhso          | noʔʌk             | *swāhtēthswi           | *nōhika                 | nīšwaʔθwi   | tḗpʌkʊ̀hp                | tī́pʌkʊ̀hp                | nišwɔs                  | nišʷoˈtāč               | nōhɪkʌn      |
| '8'   | ɪhšwāhso          | šwɑdso            | *palā-                 | *neθwāšika              | nθwāškθwi   | ʌyḗnānḕw                | ʌyī́nānī̀w                | nɪšwos                  | yaˈnaw                  | suʌsɪk       |
| '9'   | šānkʌhso          | ʒɑk               | *ni-koti menēhki       | *šāka                   | čākatθwi    | kḕkʌmɪ́tātʌ̀ht            | kī̀kʌ́mɪtā̀t               | peykʊstew               | peˈkuštaw               | sākæːw       |
| '10'  | mɪtāhso           | n̩dɑdso            | *metāthswi             | *metāθwi                | metaʔθwi    | mɪ́tātʌ̀ht                | mɪtā́t                   | peykʊnu                 | pekʷiˈyuw               | mɪtātah      |